# Aphis euphorbicola
Aphis euphorbicola är en insektsart. Aphis euphorbicola ingår i släktet Aphis och familjen långrörsbladlöss. Inga underarter finns listade i Catalogue of Life.